# Ричард I (князь Капуи)
Ричард I (умер в 1078) — один из норманнских лидеров Южной Италии, пятый граф Аверсы (1049-1078), князь Капуи (с 1058 года).

## Первые годы в Италии
Ричард (Рикардо) был младшим сыном Асклетина Дренго, графа Ачеренцы, и, соответственно, братом Асклетина, второго графа Аверсы. Первый граф Аверсы Райнульф I приходился Ричарду дядей, третий граф Аверсы Райнульф II — двоюродным братом.
Ричард со свитой из 40 рыцарей прибыл из Нормандии в Южную Италию в 1046 году. Правивший в Аверсе Райнульф II счёл Ричарда опасным претендентом и отослал его от себя. Ричард нашёл себе покровителя в Мельфи в лице Хэмфри Отвиля, брата правящего графа Апулии Дрого. В это время Ричард промышлял откровенным разбоем, и, невзирая на покровительство со стороны Хэмфри, Дрого арестовал Ричарда.
В 1048 году умер граф Аверсы Райнульф II, его сын Герман был несовершеннолетним, и требовалось назначение опекуна. Гвемар IV Салернский, традиционно пользовавшийся авторитетом у итальянских норманнов, счёл Ричарда единственной достойной кандидатурой на пост регента Аверсы и убедил Дрого освободить Ричарда. Ричард после освобождения прибыл в Аверсу и был провозглашён регентом и опекуном малолетнего Германа. После 1049 года имя Германа исчезает из хроник, судьба его остаётся неизвестной, а Ричард уже от собственного имени управляет графством Аверса.

## Завоевание Капуи и расширение княжества
В 1053 году Ричард совместно с Хэмфри Апулийским и Робертом Гвискаром, младшим братом последнего, разбил армию папы Льва IX при Чивитате. Ричард сыграл важную роль в сражении, сначала рассеяв левый неорганизованный фланг папской армии, а затем нанеся удар по швабским наёмникам папы.
Целью Ричарда было увеличение его владений за счёт слабых лангобардских соседей — князей Салерно и Капуи. Совместно с Робертом Гвискаром Ричард сократил территорию некогда обширного княжества Салерно, так что к 1076 году под властью Гизульфа II остался лишь сам город Салерно.
Ещё большим успехом Ричарда стало завоевание Капуи. После смерти Пандульфа VI (1057 год), слабого наследника прославленного Волка из Абруццо, Ричард осадил Капую и в 1058 году заставил Пандульфа VIII отказаться от княжества. Ричард I принял титул князя Капуи (1058), хотя ключи от капуанской крепости остались в руках горожан вплоть до 12 мая 1062 года.
Следующей мишенью Ричарда I стало герцогство Гаэта. Ричард организовал помолвку своей малолетней дочери с сыном Атенульфа I, герцога Гаэты, а после внезапной смерти мальчика потребовал от несостоявшегося свёкра выплаты «моргенгаба» — четверти доходов и владений мужа, по лангобардским обычаям предававшихся жене после первой брачной ночи. Требования моргенгаба были в данном случае необоснованными, но Ричард I, не получив требуемого, вторгся во владения Гаэты и осадил город Аквино. Война была прекращена только при посредничестве Дезидерия, аббата Монте-Кассино, при этом аббату удалось убедить Ричарда удовольствоваться меньшей выплатой (1058).
В 1062 году сын Ричарда Жордан вновь вторгся в Гаэту. За герцогом Атенульфом II сохранился его титул до 1064 года, а после этого герцогами Гаэты уже именовались Ричард и Жордан.

## Взаимоотношения с папством
В феврале 1059 года кардинал Гильдебранд по поручению папы Николая II прибыл в Капую с просьбой о вооружённой помощи против антипапы Бенедикта X. Отряд Ричарда I взял город Галерию, в котором находился антипапа, и пленил Бенедикта X. Эта боевая операция стала первопричиной заключения альянса между норманнами и папством.
В августе 1059 года Николай II прибыл в Мельфи, где признал Ричарда князем Капуи, а Роберта Гвискара герцогом Апулии, Калабрии и Сицилии, а оба норманнских властителя, в свою очередь, принесли вассальную присягу папе. Присяга в Мельфи сделала Ричарда Капуанского фактически независимым властителем, освободив его даже от иллюзорной зависимости от Священной Римской империи. Выполняя свои вассальные клятвы, Ричард I в 1061 году поддержал папу Александра II против очередного антипапы Гонория II.
Папа Григорий VII, недовольный расширением могущества Роберта Гвискара, сколотил против него коалицию, в которую вошёл, в том числе, и Ричард Капуанский. Но коалиция распалась ещё до начала войны, а Ричард и Роберт Гвискар быстро восстановили взаимопонимание.
В 1076-1077 годах Роберт Гвискар, с согласия Ричарда Капуанского, захватил Салерно. Вслед за этим Ричард напал на Неаполь — последнее независимое от норманнов государство в Южной Италии, а Роберт Гвискар, в благодарность за помощь под Салерно, блокировал Неаполь с моря. Разгневанный Григорий VII отлучил обоих правителей от Церкви 3 марта 1078 года. Роберт Гвискар спокойно воспринял эту вторую в своей жизни анафему, а Ричард I слёг через несколько недель.
Ощущая свою болезнь как следствие анафемы, Ричард I на смертном одре принёс покаяние и примирился с Церковью. После кончины Ричарда его сын и преемник Жордан I немедленно повелел снять осаду с Неаполя и прибыл в Рим для принесения присяги папе Григорию VII.

## Семья и дети
Ричард I был женат на Фрессенде, одной из дочерей Танкреда Отвиля и сестер Роберта Гвискара. Сын Ричарда и Фрессенды Жордан I унаследовал от отца княжество Капуя.